# Wartenberg-Syndrom
Unter dem Wartenberg-Syndrom, auch Cheiralgia paraesthetica genannt, versteht man ein Nervenkompressionssyndrom des Nervus radialis mit Gefühlsstörungen der streckseitigen (dorso-ulnaren) Daumenseite, der Streckseite des Zeigefingerbereiches sowie in dem ersten Intermetacarpalraum. Benannt ist das Wartenberg-Syndrom nach Robert Wartenberg, der es in den 1930er Jahren erstmals beschrieben hat.

## Ursache
Die häufigste Ursache für das Wartenberg-Syndrom ist eine Druckschädigung der sensiblen Anteile (Ramus superficialis) des Nervus radialis. Ursache der Druckschädigung können beispielsweise zu enge Uhrenbänder, Armbänder, Gipsverbände oder Handschellen (daher auch die weitere Bezeichnung des Syndroms als Arrestantenlähmung oder Fesselungslähmung) sein. In Fallserien zeigte sich, dass ein Teil der Fälle mit einem Diabetes mellitus assoziiert ist. Bei einem weiteren Teil der Fälle konnte eine starke Beanspruchung des Handgelenkes bei der Arbeit festgestellt werden. Auch lokale Traumata an der daumenseitigen Kante des unteren Unterarmes, wie sie bei Schlag- oder Schnittverletzungen zustande kommen, können zu einer Schädigung des Nerven führen.

## Diagnose
Für die Diagnose hinweisend sind die bereits beschriebenen klinischen Symptome. Hoffmann-Tinel-Zeichen positiv. Der Finkelstein-Test kann positiv sein, ist aber nicht pathognomonisch für diese Krankheit. Die Elektroneurografie zeigt Zeichen einer Schädigung des Ramus superficialis, sie dient ebenfalls dazu differentialdiagnostisch das Karpaltunnelsyndrom oder weitergehende Schäden des Nervus radialis auszuschließen.
Wenn die Beschwerden des Wartenberg-Syndroms sich auf Schmerzen beschränken und keine Gefühlsstörungen auftreten, ähneln die Symptome der Tendovaginitis stenosans de Quervain oder das Intersektionssyndrom, die ebenfalls in die Überlegungen zur Differentialdiagnose einbezogen werden muss.

## Therapie
Primär kann eine konservative Therapie mit kurzzeitiger Ruhigstellung auf dorsaler Unterarmgipsschiene, der Einsatz von NSAR und lokale Steroidinjektionen versucht werden.